# Francisco de Reynoso y Mateo

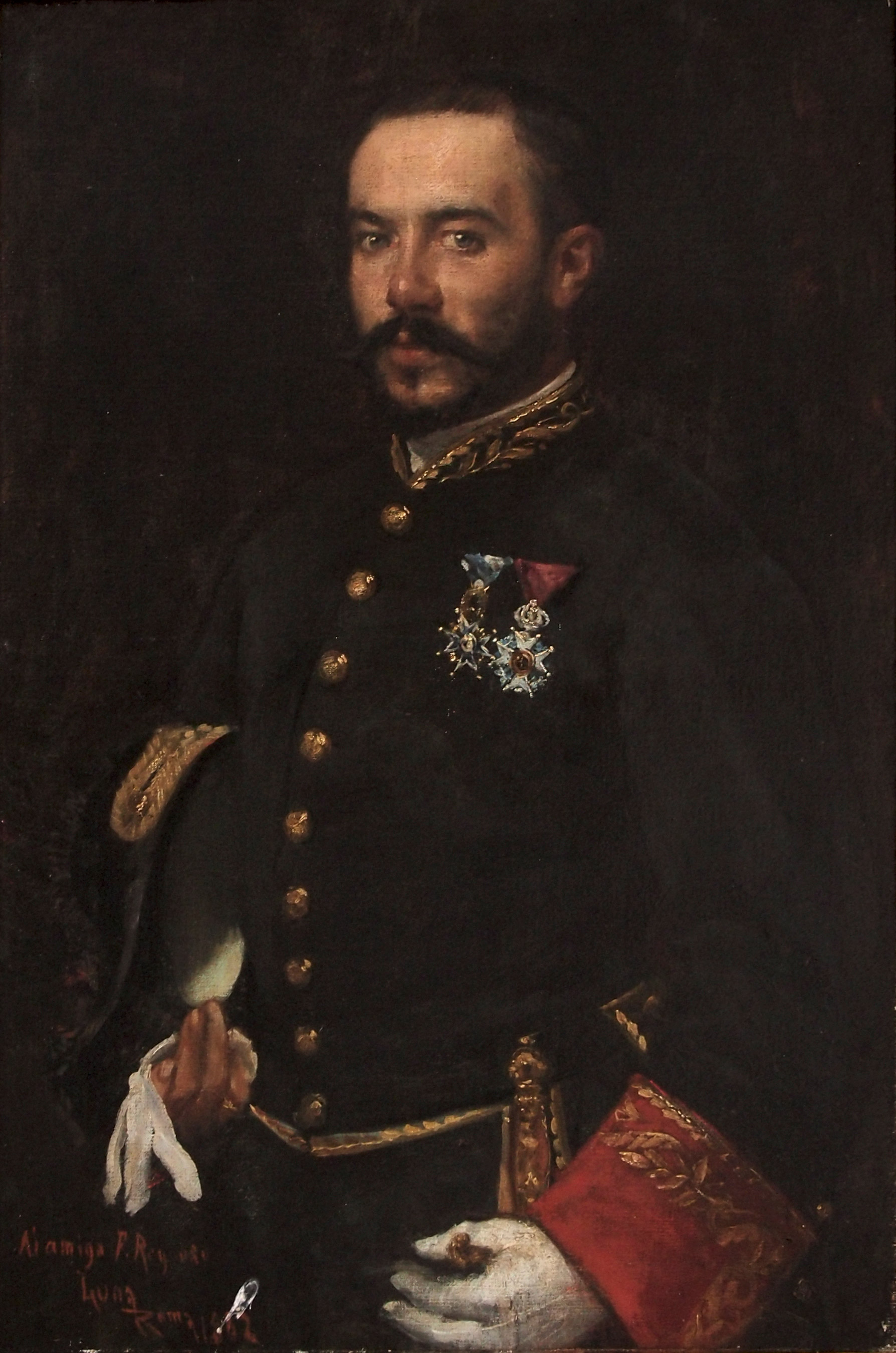
Francisco de Reynoso y Mateo en 1882 por Juan Luna Novicio

Francisco de Reynoso y Mateo (Valladolid, 29 de marzo de 1856 - Berna, 16 de marzo de 1938) fue un diplomático y escritor español. A lo largo de su carrera profesional estuvo destinado como diplomático en numerosos países: Italia, Japón, Rusia, Reino Unido, Alemania, el Imperio otomano y Suiza. Así mismo, tuvo una prolífica carrera literaria, siendo autor de numerosos libros y de artículos. Fue académico correspondiente de la Real Academia de Buenas Letras de Barcelona.

## Biografía

### Nacimiento e infancia
Nació el 29 de marzo de 1856, en el seno de una familia noble castellana. Fue hijo de Joaquina Mateo e Ibarra y de Manuel Anastasio de Reynoso y Oscáriz, senador del Reino durante la Regencia de la reina María Cristina de Habsburgo-Lorena. Su tío abuelo Mariano Miguel de Reynoso fue diputado en Cortes por Valladolid, senador del Reino y responsable del Ministerio de Fomento del Gobierno de Juan Bravo Murillo.

### Carrera diplomática
En 1874 a los 18 años de edad se recibió como doctor en Derecho canónico y civil siendo el doctor en Leyes más joven en España hasta entonces. De 1875 a 1880 fue agregado en Madrid en el Ministerio de Asuntos Exteriores, de 1880 a 1882 fue designado como agregado a la Delegación en Roma por Manuel Silvela y de Le Vielleuze. En Roma estuvo bajo las órdenes del conde Diego Coello de Portugal, quien fuera fundador del periódico conservador La Época. Tercer secretario de la Delegación Española en Yokohama, Japón de 1882 a 1884 y nuevamente en Roma de 1884 a 1885.
En los años subsecuentes, de 1886 a 1896 sirvió como secretario en Londres, Berlín y en 1897 se encontró en Constantinopla como encargado de Asuntos Exteriores por España durante el comienzo de la guerra greco-turca que resultó en la victoria otomana. En 1898 fue miembro de la comisión española para la firma del tratado de paz de la guerra hispano-estadounidense, conflicto que culminaría con el fin del dominio español en Cuba, Puerto Rico y Filipinas; también en ese mismo año fue miembro de la Embajada enviada a Viena para atender el funeral de la emperatriz Isabel de Baviera.
De 1913 a 1923 fue ministro en Suiza donde presidió la primera reunión de naciones enemigas durante la Primera Guerra Mundial, donde representantes de Bélgica y Alemania discutieron sobre el intercambio de prisioneros en África. Ayudó a unos 50.000 damnificados por la guerra. Fue delegado sustituto en la Sociedad de Naciones y finalmente fue embajador de España en Roma de 1923 a 1924.
Tras su jubilación, en 1925, se instaló en la ciudad suiza de Berna. Francisco de Reynoso falleció en Berna el 16 de marzo de 1938.

## Familia
Al morir sus restos fueron trasladados a una capilla de la Catedral de Palencia, a los pies de donde se encuentra el sepulcro del canónigo Jerónimo de Reinoso, descendiente de los señores de Autillo de Campos y confesor de Santa Teresa de Jesús. Francisco de Reynoso no tuvo descendencia, sin embargo su familia continuó teniendo relevancia social. Su hermana Ascensión de Reynoso y Mateo fue dama de la Orden de las Damas Nobles de la Reina María Luisa y alcaldesa honoraria de La Sierpe en Salamanca,se casó con Laureano de Oruña y Ruiz de Loyzaga y fueron padres de Manuel de Oruña y Reynoso III Marqués del Castillo de Jara que formó matrimonio con María Luísa Gómez-Jordana Prats hija de Francisco Gómez-Jordana Sousa I Conde de Jordana y a sus otros sobrinos Eulogio y Joaquina Despujol y Reynoso les fueron concedidos correspondientemente los títulos Baronía del Castillo de Burjasenia y Baronesa de la Torres.

## Obras
- "En la Corte del Mikado: Bocetos Japoneses". Francisco de Reynoso y Mateo. 1904.
- "Reminiscenses of a Spanish Diplomat". Francisco de Reynoso y Mateo. Recorded by Alice Pentlarge Kleeman. Publicado por Hutchinson & Co. Londres. 1933
- "Apuntes de un viaje a la India y a la Isla de Ceylán". Francisco de Reynoso. 1934

## Distinciones
- Caballero de la Orden del Imperio Británico.
- Oficial de la Legión de Honor.
- Gran Cordón de la Orden del Sol Naciente.